# Karnali (zone)
Pour les articles homonymes, voir Karnali.
La zone de Karnali (népalais : कर्णाली अञ्चल ; IAST : karṇālī añcala) est l'une des quatorze anciennes zones du Népal qui ont été supprimées lors de la réorganisation administrative de 2015. Elle était rattachée à la région de développement Moyen-Ouest et devait son nom à la rivière homonyme qui la traversait.
Elle était subdivisée en cinq districts :
- district de Dolpa ;
- district de Humla ;
- district de Jumla ;
- district de Kalikot ;
- district de Mugu.